# حزب انقلابی خلق لائو
حزب انقلابی خلق لائو (تلفظ در لائوسی:پاک پاسائون پاتویات لائو) حزب مؤسس و تنها حزب حاکم جمهوری دموکراتیک خلق لائو است. این حزب حزبی کمونیست در کشور لائوس است. از سال ۱۹۷۵ به بعد کنترل لائوس را به دست داشته‌است.
کمیته مرکزی و دفتر سیاسی ارگان‌های تصمیم‌گیری این حزب هستند و کنگرهٔ حزب که اعضای کمیته مرکزی و دفتر سیاسی را انتخاب می‌کند هر پنج سال یک‌بار برگزار می‌شود.